# سانشو الأول ملك مايوركا
سانشو الأول ملك مايوركا (بالإنجليزية: Sancho of Majorca)‏ (و. 1274 – 1324 م) هو ملك ولد في مونبلييه .
توفي عن عمر يناهز 50 عاماً.

## مناصب
تولى منصب ملك مايوركا (29 مايو 1311–4 سبتمبر 1324)، وكونتيسة سيردانيا .
| المناصب السياسية              | المناصب السياسية                         | المناصب السياسية              |
| ----------------------------- | ---------------------------------------- | ----------------------------- |
| سبقه خايمي الثاني ملك مايوركا | ملك مايوركا 29 مايو 1311 - 4 سبتمبر 1324 | تبعه خايمي الثالث ملك مايوركا |